# Lâu đài Toszek
Lâu đài Toszek - một lâu đài theo phong cách Phục hưng, nằm ở Toszek (cách Gliwice, Silesian Voivodeship ở Ba Lan 23 km.

## Lịch sử và cư dân

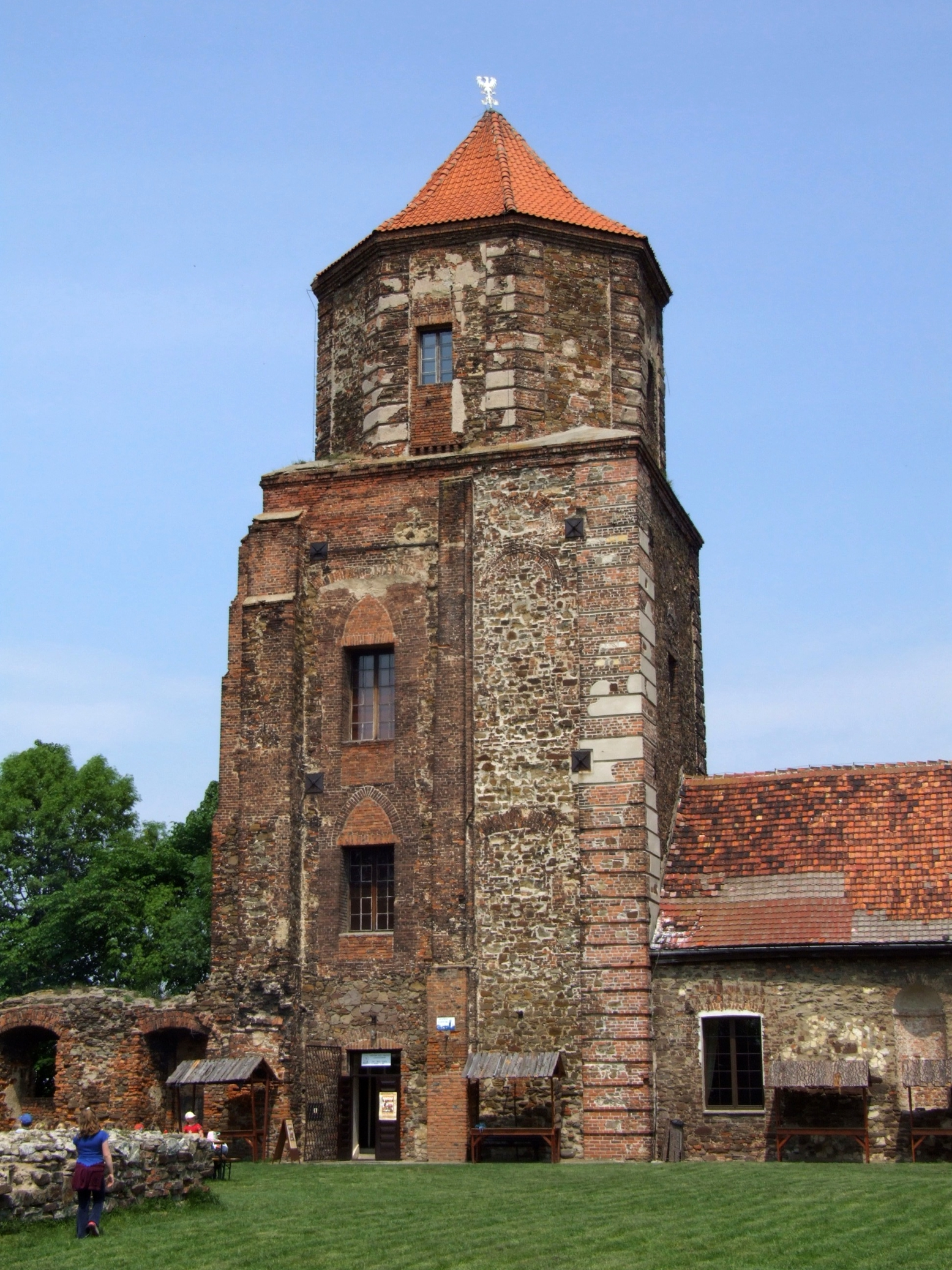
Lâu đài

Lịch sử của lâu đài bắt nguồn từ thế kỷ thứ mười một, khi một lâu đài phòng thủ sớm được xây dựng trong khuôn viên của lâu đài. Lâu đài được xây dựng hai thế kỷ sau đó, vào khoảng năm 1222. Khi Vương quốc Ba Lan nằm dưới sự phân vùng phong kiến, lâu đài theo sau công tước Silesian và những người cai quản lâu đài. Phần quan trọng nhất của sự tồn tại của lâu đài, là dưới sự cai trị của Công tước Przemysław Toszecki, thuộc dòng họ Oświęcim. Sau khi chết, lâu đài trở thành tài sản của Công tước Opole. Vào thế kỷ XVI, lâu đài là tài sản của Habsburgs. Lâu đài rơi vào tay gia đình Redernów, họ đã mua vào năm 1592. Vào giữa năm 1638-1707, lâu đài được cai trị bởi gia đình Colonna, người đã xây dựng lại toàn bộ lâu đài - qua đó lâu đài trở thành nơi cư ngụ của nhà tài phiệt, người đầu tiên ở Upper Silesia. Các chủ sở hữu sau đây là: Johann Dietrich von Peterswald, Bá tước Franciszek Karol Kotuliński, gia đình Posadowski và cuối cùng là Adolf von Eichendorff.
Năm 1797, lâu đài được bán cho Bá tước Franciszek Adam Gaschinów. Ít lâu sau, vào năm 1811, lâu đài bị thiêu rụi và trở thành một đống đổ nát. Vào năm 1840, tàn tích đã được mua bởi Abraham Guradze và gia đình Guradze vẫn duy trì quyền sở hữu lâu đài cho đến Thế chiến II, khi cháu trai của ông, Bá tước Kurt von Guradze, kế thừa lâu đài trong thời kỳ Ba Lan trẻ. Lâu đài cuối cùng đã được xây dựng lại một phần vào những năm 1950 và 1960. Ngày nay, lâu đài có một trung tâm văn hóa và là nơi tổ chức nhiều lễ kỷ niệm đám cưới.